# 1781 في الولايات المتحدة
فيما يلي قوائم الأحداث التي وقعت خلال عام 1781 في الولايات المتحدة.

## أحداث
- 17 يناير – معركة كاوبينز
- 28 سبتمبر – معركة يوركتاون

## سياسة

### تعيين في المنصب
- 1 يناير – بنيامين لينكون وزير حرب الولايات المتحدة.
- 20 فبراير – روبرت موريس Superintendent of Finance of the United States [الإنجليزية]‏.
- 12 يونيو – توماس نيلسون الابن حاكم فرجينيا [الإنجليزية]‏.
- 20 أكتوبر – روبرت ليفينغستون United States Secretary of Foreign Affairs [الإنجليزية]‏.
- 1 ديسمبر – بنجامين هاريسون الخامس حاكم فرجينيا [الإنجليزية]‏.

### انتهاء فترة المنصب
- 3 يونيو – توماس جفرسون حاكم فرجينيا [الإنجليزية]‏.
- 6 نوفمبر – سيزر رودني حاكم ولاية ديلاوير [الإنجليزية]‏.
- 22 نوفمبر – توماس نيلسون الابن حاكم فرجينيا [الإنجليزية]‏.

## مواليد

### يناير
- 1 يناير – وليام كيني سياسي من الولايات المتحدة الأمريكية.
- 18 يناير – راتليف بون سياسي أمريكي.

### يوليو
- 6 يوليو – جون سلوت سياسي أمريكي.

### أغسطس
- 12 أغسطس – روبرت ميلز مهندس معماري أمريكي.
- 23 أغسطس – جون م بيرين سياسي أمريكي.

### أكتوبر
- 19 أكتوبر – ليونارد جارفيس سياسي أمريكي.

### نوفمبر
- 1 نوفمبر – آدم رانكين الكسندر سياسي أمريكي.

## وفيات

### فبراير
- 28 فبراير – ريتشارد ستوكتون (مواليد 1730) قاضي أمريكي.